# Host protected area
host protected area (HPA), иногда расшифровывают как hidden protected area — это область жесткого диска, которая не видна в операционной системе (ОС).
Может быть выделена средствами BIOS некоторых материнских плат или специального программного обеспечения.
В этой области может храниться информация о параметрах работы ПК, которая записывается туда при проверке системы средствами производителя ПК. Например так поступает фирма DELL на некоторых ноутбуках. Также в скрытой области может содержаться информация для восстановления программного обеспечения ПК к первоначальному состоянию. В некоторых случаях область используется для сокрытия информации с целью сделать её максимально недоступной.